# Phaselia shurensis
Phaselia shurensis är en fjärilsart som beskrevs av Eugen Wehrli 1941. Phaselia shurensis ingår i släktet Phaselia och familjen mätare. Inga underarter finns listade i Catalogue of Life.